# Csákvári Géza
Csákvári Géza (Budapest, 1975. július 18.–) újságíró, filmkritikus, rádiós műsorvezető, fesztiválszervező.

## Életpályája
Gimnáziumi tanulmányait a budapesti Szerb-Horvát Tanítási Nyelvű Gimnáziumban végezte 1989–1993 között. 1999-ben a Veszprémi Egyetemen szerzett színháztörténész diplomát. 2017-től a Színház- és Filmművészeti Egyetem doktorandusza.
2000-2016 között a Népszabadság kulturális újságírója, filmkritikusa. 2017 januártól 2018 szeptemberig a Klubrádió műsorvezetője. 2017 júliustól a Népszava filmkritikusa. Állandó szerzője a VOX Mozimagazinnak. Írásai a 'Cahiers du Cinema nemzetközi szaklapban, a Cinepur filmművészeti folyóiratban is megjelentek. Írt még a Theatron színháztudományi periodikába, a Filmvilág filmművészeti folyóiratba is.
Több külföldi filmessel és színésszel készült interjúi pl. Steven Spielberggel, Quentin Tarantinoval, Francis Ford Coppolával, Martin Scorsesével, James Gray-vel, illetve Sam Rockwellel, Sean Pennel.
2009-től a CineFest Miskolci Nemzetközi Filmfesztivál művészeti igazgatója.
Az Európai Filmakadémia szavazati joggal rendelkező tagja.
A Fipresci (Filmkritikusok Nemzetközi Szövetsége) tagja. Több nemzetközi zsűri tagja (14. Cottbusi Nemzetközi Filmfesztivál, 25. Miami Nemzetközi Filmfesztivál, 31. Torontói Nemzetközi Filmfesztivál, 3. Pécsi Nemzetközi Filmfesztivál).

## Díjai, elismerései
- Ifjúsági és Diákfilmszemle fődíja (2001)[2]
- Az év újságírója – Népszabadság-díj (2012)[17]

## Interjúkötetek
- Csákvári, Géza; Kovács, M. András; Vincze, Zsuzsanna – Kollarik, Tamás; Köbli, Norbert (szerk.): Magyar forgatókönyvírók I.. Budapest: Magyar Művészeti Akadémia Művészetelméleti és Módszertani Kutatóintézet, 2017
- Kocsis, Miklós; Vincze, Zsuzsanna – Fülöp, József; Kollarik, Tamás (szerk.) Magyar animációs alkotók. Budapest: Magyar Művészeti Akadémia Művészetelméleti és Módszertani Kutatóintézet, 2019

## Film

### Rendezőként
- Tékás (kisjátékfilm, 2001)[2]
- Darth Vader ruha nélkül (rövidfilm, 2001)

### Színészként
- Nincs mese (2004)
- Az éjszakám a nappalod (2015)